# 筑波研究学園都市
筑波研究学園都市（つくばけんきゅうがくえんとし、英称：Tsukuba Science City）は、茨城県南部、筑波山南麓の筑波台地に位置する、国立の研究機関・大学を中心とする研究学園都市である。地理的な範囲は行政的に茨城県つくば市と同じと定義され、「研究学園地区（約2,700ha）」と「周辺開発地区」で構成される。1968年以降に開発され、2012年時点で約300の研究機関・企業と20,185人の研究者を擁し、このうち日本人の博士号取得者は7,215人である。

## 沿革

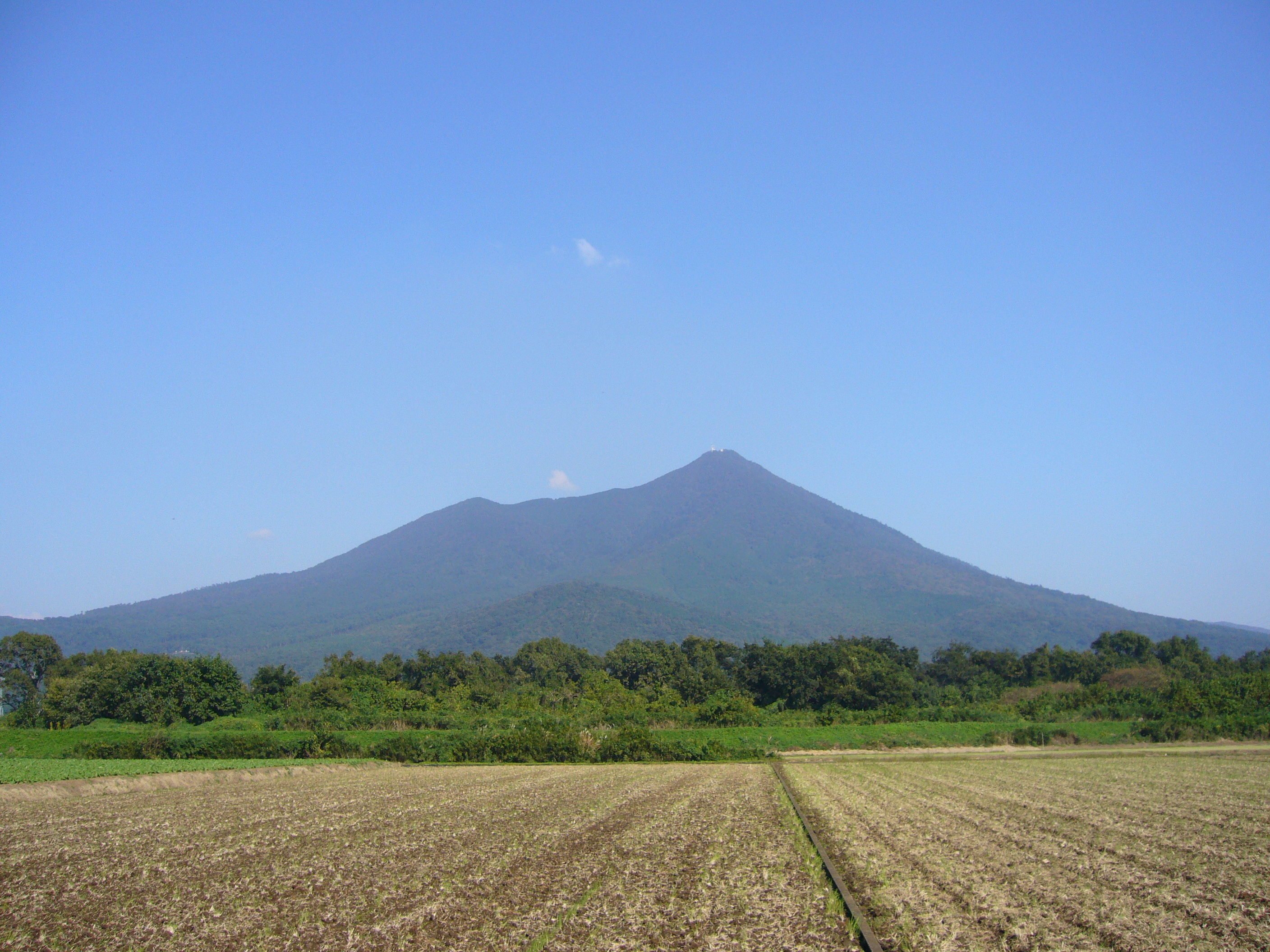
筑波山麓

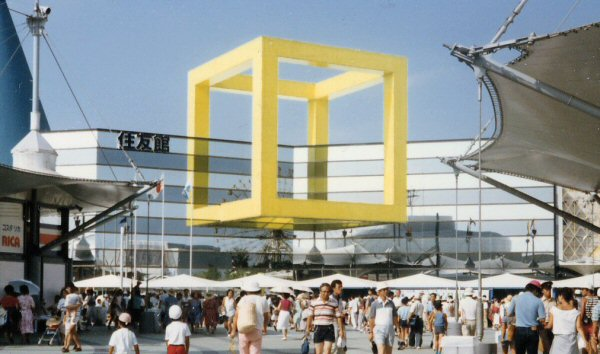
国際科学技術博覧会

1950年代、東京は急激な人口増加によって過密状態となっていた。このため政府は、1956年（昭和31年）に首都圏整備委員会（以下、委員会）を設置し首都機能の一部を移転することに関する検討を始めた。委員会は、都内のすべての大学を移転し70万人都市を建設する試案や都内のすべての官庁を移転し18万人都市を建設する試案などを立案していった。
1961年（昭和36年）9月、「首都への人口の過度集中の防止に資するため、各種防止対策の強化を図るべきであるが、先ず、機能上必ずしも東京都の既成市街地に置くことを要しない官庁（附属機関及び国立の学校を含む。）の集団移転について、速やかに具体的方策を検討するものとする。」とした閣議決定がなされ具体的な検討が始まった。委員会は1963年（昭和38年）に移転の候補地として富士山麓、赤城山麓、那須高原、筑波山麓の実地調査を行い、同年9月に筑波山麓（注：現在のつくば市と牛久市）に4,000haの研究学園都市を建設することが閣議了解された。筑波山麓の利点として東京から距離が離れすぎていないこと、霞ヶ浦から十分な水が採取できること（水質汚濁は1960年代以降）、地盤が安定した平坦地であること、鉄分の多い水質であったため土地所有者が農地を手離すことに理解があり、用地買収が容易だったことなどが挙げられる。翌月、委員会は基本計画としてNVT（Nouvelle Ville de Tsukuba：筑波ニュータウン）案を提案するが激しい地元住民の反対にあった。その後、田畑・人家をできるだけ避け赤松林を中心に造成するため南北に細長くし、計画面積を2,700haに縮小した案を提案、試行錯誤しながら建設の計画を進めた。
1967年（昭和42年）9月、6省庁36機関（その後43機関に増加）を移転することを閣議了解、1968年（昭和43年）10月に旧科学技術庁防災科学技術センターが着工した。しかし多くの機関は工事に着工しなかったため、1970年（昭和45年）5月に筑波研究学園都市建設法を施行することで着実に都市建設と機関の移転が進み1980年（昭和55年）に機関の移転が終了した。並行して都市機能の整備が進められた。1985年（昭和60年）には筑波の国内外における知名度の向上と民間企業の誘致のために国際科学技術博覧会（通称「科学万博」）が開催され、この前後数年の間に中心部の商業施設や交通機関が特に大きく拡充された。その後も住環境の都市化が進み、約300に及ぶ研究機関・企業と約1万3000人の研究者を擁するに至る。
なお、計画面積の縮小に伴い最も影響を受けたことの一つが共同利用施設の計画縮小である。そのため、省庁の枠を超えた研究機関同士の交流や産官学の連携は不十分なものになったが近年連携の強化を模索している。

## 地区

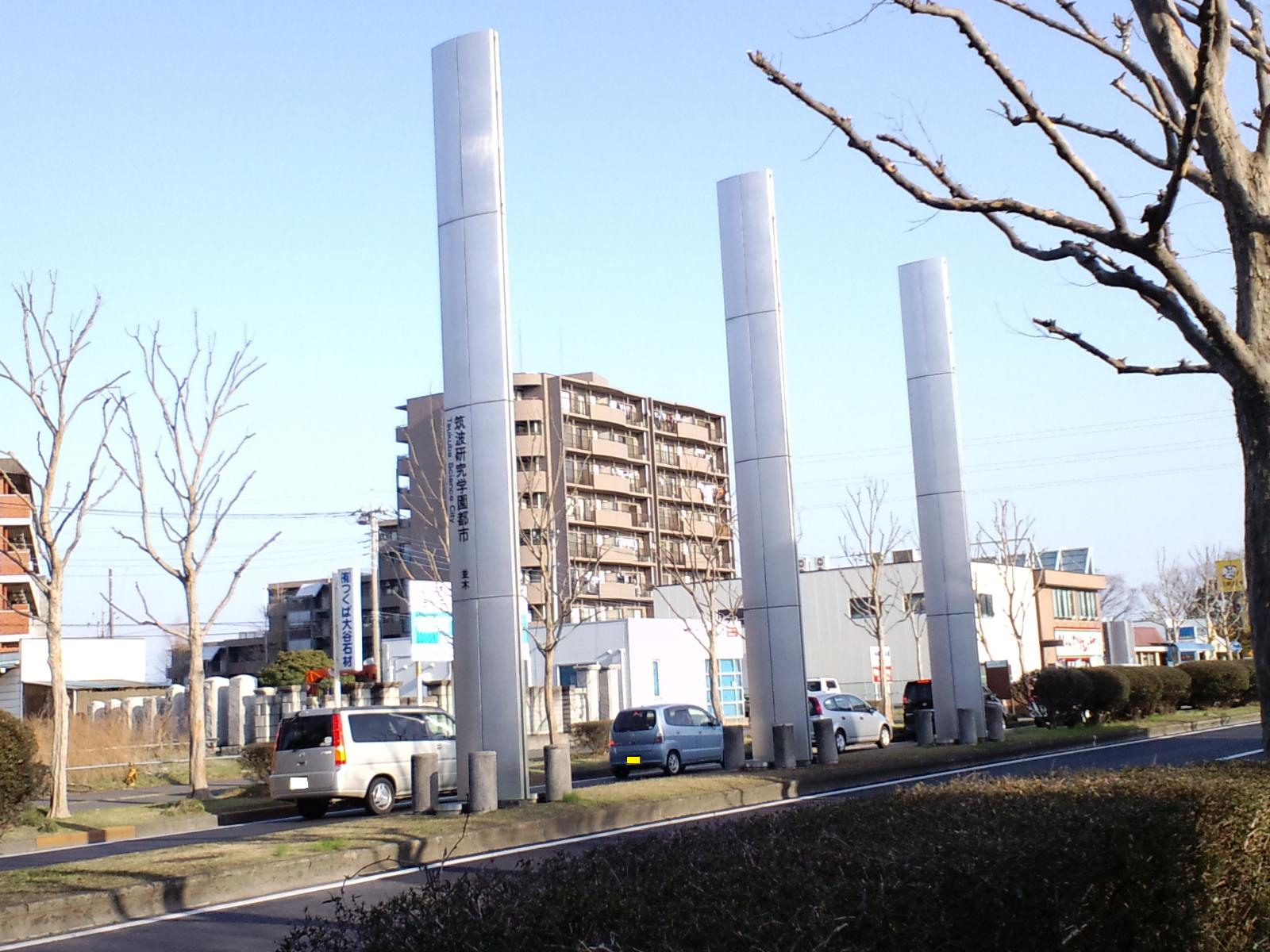
都市ゲート（2010年（平成22年）3月14日）
研究学園地区の主要道路に設置されたランドマーク的な地点標。道路両サイドの植栽帯または中央分離帯のいずれかに設置されており、「筑波研究学園都市」の文字とともに地名が記載される。科学万博の開催に合わせ1985年3月、上沢、竹園、並木、稲荷前、松の里の5か所が最初に設置された。当時は、行政上はまだつくば市が誕生する以前の6町村に分かれていた時代で、その目的は都市としての一体感を高め、筑波研究学園都市の来訪者に学園都市の位置を認識してもらうためだった。土木学会デザイン賞 2001 優秀賞 受賞。。

筑波研究学園都市建設法では筑波研究学園都市のうち研究学園都市として開発が行われた地域を研究学園地区、その周辺を周辺開発地区と定めている。研究学園地区がいわゆる狭義の筑波研究学園都市にあたり、広義には周辺開発地区を含める。

### 研究学園地区
研究教育施設地区、住宅地区（主に新住民用）、都心地区の合わせて約2,700 haからなり、範囲は南北に18 km、東西に6 kmに及ぶ。このうち、研究機関・大学の用地が1,500 ha、住居地域は1,200 haある。計画人口は10万人とされ、居住者の多くは東京都など県外から新たに移転してきた人口が占める。主幹線道路である東大通り（荒川沖駅付近から筑波山の方角に南北に伸びる道路）やそれと並行する西大通り、牛久学園線がありそれらを東西につなぐ平塚線、北大通り、中央通り、土浦学園線、南大通り、土浦野田線と呼ばれる幹線道路がある。また、赤塚公園からつくばセンターを経て筑波大学筑波キャンパスに南北につながる自転車歩行者専用道路「つくば公園通り」約5 kmがある。
研究教育施設地区は、大学や公的研究機関からなる。これらは省庁別ではなく分野ごとに分散し北部に文教系、北西部に建設系、南部に理工系、南西部に農林・生物系の機関を配置している。
住宅地区は初期に計画的に建設された公務員住宅、公団住宅、公営住宅と、民間分譲地がある。特に前者は、ショッピングセンターや学校などと一体にしたものを分散して配置している。
都心地区（センター地区）は、首都圏新都市鉄道つくばエクスプレス線つくば駅周辺にある。総延長約42kmのペデストリアンデッキが整備されるなど歩車分離を目指し、都市景観100選を受賞している。市役所以外の公的機関、トナリエつくばスクエア、BiViつくばなどの商業施設、つくば国際会議場、ノバホール、つくばカピオなどの公共施設が集積している。しかし広く分散する都市設計のため車社会となっており、大型商業施設に関しては安価で広い敷地が取れる研究学園地区外のほうが利点は大きい。また地中には総延長約7.4 kmの共同溝が埋め込まれ、上水道管、地域冷暖房配管、廃棄物運搬用真空集塵管、電力線、電話線、ケーブルテレビ (ACCS) 線などが収容されこれらの工事の際に道路を掘り返す必要がないように配慮している。

### 周辺開発地区
民間や公益の研究工場施設地区や当初の計画にはなかった新設の住宅・商業地区が存在する。研究工場施設地区も8箇所に分散し多くの民間企業の研究施設やハイテク部品の工場がある。公的研究機関と地理的に近いため、基礎研究を行う研究施設が多いのが特徴である。地価が安いことや将来的な拡充も考えて研究施設や工場は広めの土地を取得して設置されており、分布は疎になっている。基本的に洪積台地上にあるが台地と台地の間の沖積平野（主に水田として利用）にも、幹線道路沿いに住宅地や店舗が生まれている。

### 学園
研究学園地区は「学園」と呼ばれることがある。これは、研究施設だけでなく東京に立地する多くの大学も移転する予定であったことや、周辺開発地区に相当するものは当初計画に存在しなかったことなどに由来する。ただし「学園」の範囲は都心地区およびその周辺であると認識している者から研究施設等が立地している地域全てであると認識している者までおり、必ずしもその範囲は明確なものではない。

## 住民
先住の「旧住民」と「新住民」（筑波研究学園都市の建設に伴って移り住んできた研究者やその家族）との間には生活習慣や知的活動、学歴や消費行動の違いなどもあり、最初は互いに疎遠であった。さらに両者間では言語などのハビトゥスの違いから一目して階層差が認識されたほどであった。
しかし、やがて公務員住宅が集中的に建設された地域などで、地元の農作物を扱う朝市や各種催し物も開催されるようになり、少しずつ交流が始まった。新旧住民の主体的努力により当初見られたような対立は解消の方向へ向かいつつある。
女性に対する男性の比率は全国平均に比べ高い（国勢調査によると1980年（昭和55年）は108.3%、2005年（平成17年）は105.8%）。

### 外国人研究者
2012（平成24）年度に筑波研究学園都市にある試験研究機関等で、2週間以上滞在した外国人研究者
研究者数：5291人
- 研究者等（教育者含む）：1936人
- 留学生：2294人
- 研修者：1061人

出身国数：200ヶ国
- 中華人民共和国：1781人
- 韓国：500人
- インド：190人
- ベトナム：178人
- アメリカ：164人

### 田園都市
高度に整備されたセンター地区や大学・研究機関など知的な環境と、筑波山を含む昔からある豊かな自然や田園が調和・共生する。これは日本国内では他にあまり見られない地域形態となっている。
海外経験のある研究者など一部の層では、計画的な街並みや広大な施設などの環境に違和感を覚えていない人もいるようであるが、一般に他の都市から来た研究者などはこの環境に少なからず戸惑うことが多く、特に人工的な娯楽や商店、また美術館などの知的好奇心を刺激する要素が、都心に比べ少ないことに不満を抱く人もいる。
そのため、単身赴任や電車通勤する人も少なくない。しかしつくばエクスプレス開通前後のセンター地区での分譲マンション建設ラッシュ時の購入者層などに見られるように、公務員住宅や民間賃貸住宅に住む人がマンションや一軒家などを購入して市内に永住することも多い。

## 科学技術関係機関

### 大学など
国立大学法人
- 筑波大学（旧図書館情報大学を含む）
- 筑波技術大学
- 総合研究大学院大学高エネルギー加速器科学研究科

学校法人
- 学校法人筑波研究学園 筑波研究学園専門学校 - ただし、本都市外に立地している。
- 学校法人日本国際学園 日本国際学園大学

ギャラリー「大学などの科学技術関係機関」
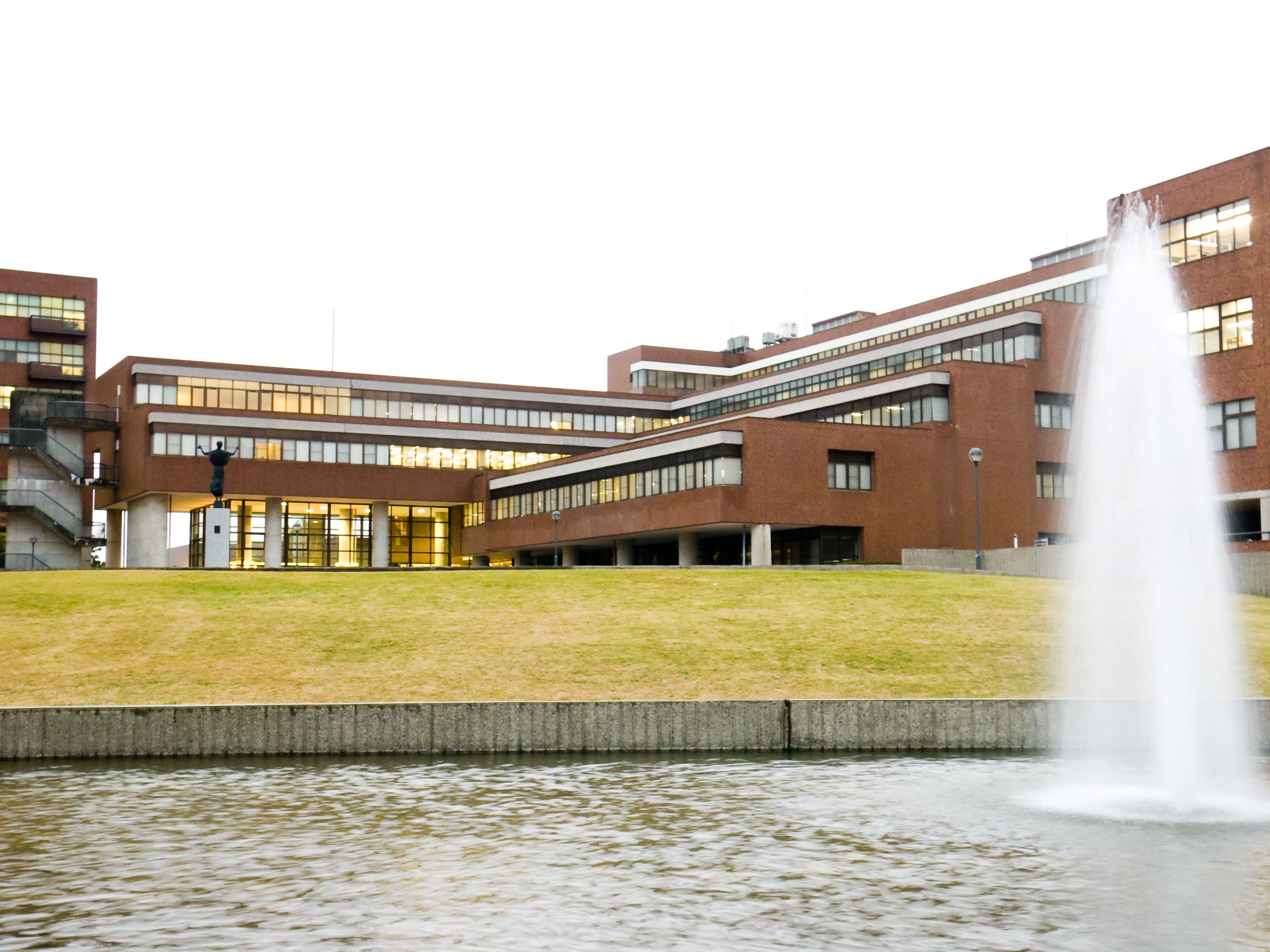
筑波大学
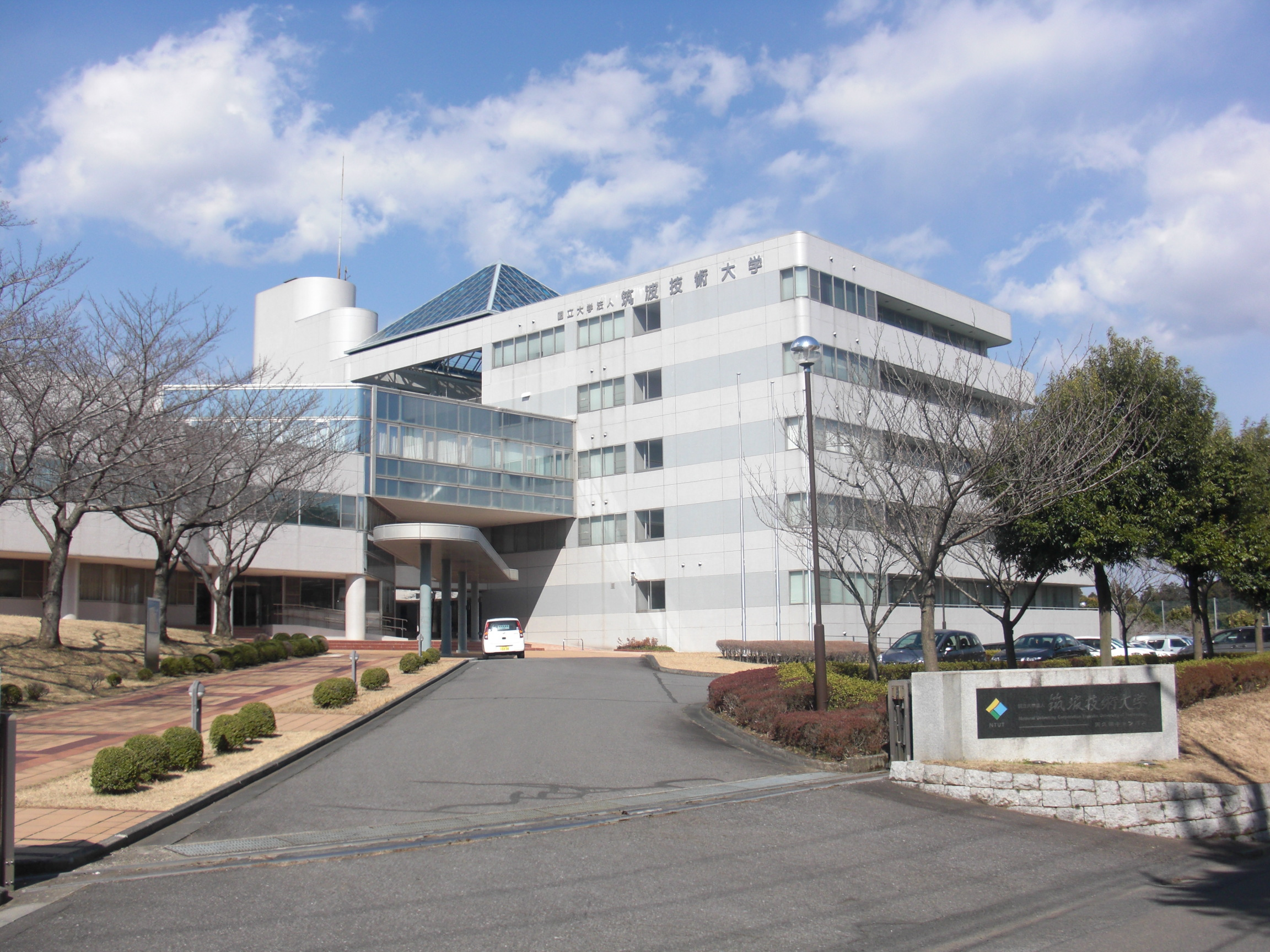
筑波技術大学
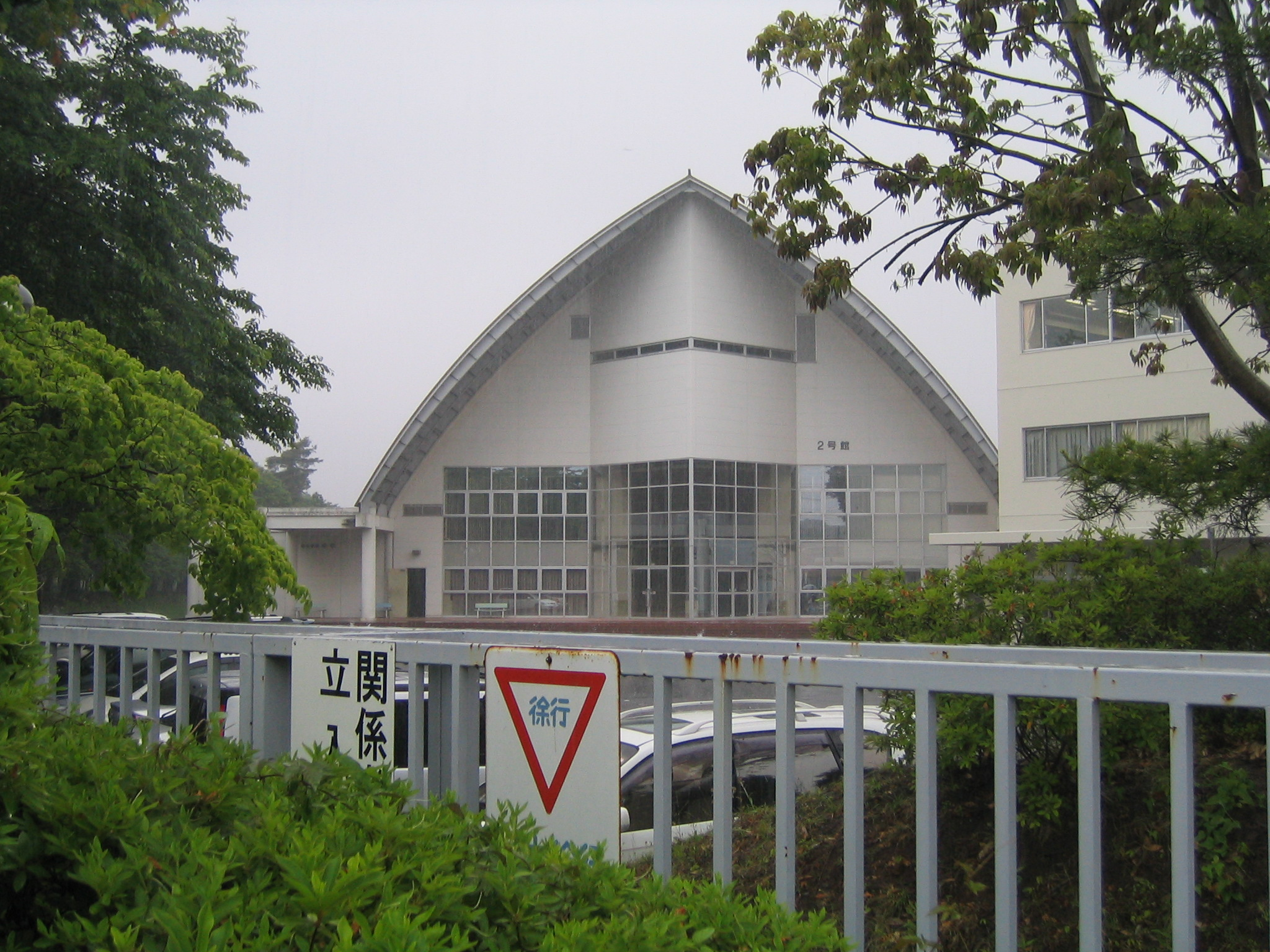
筑波研究学園専門学校
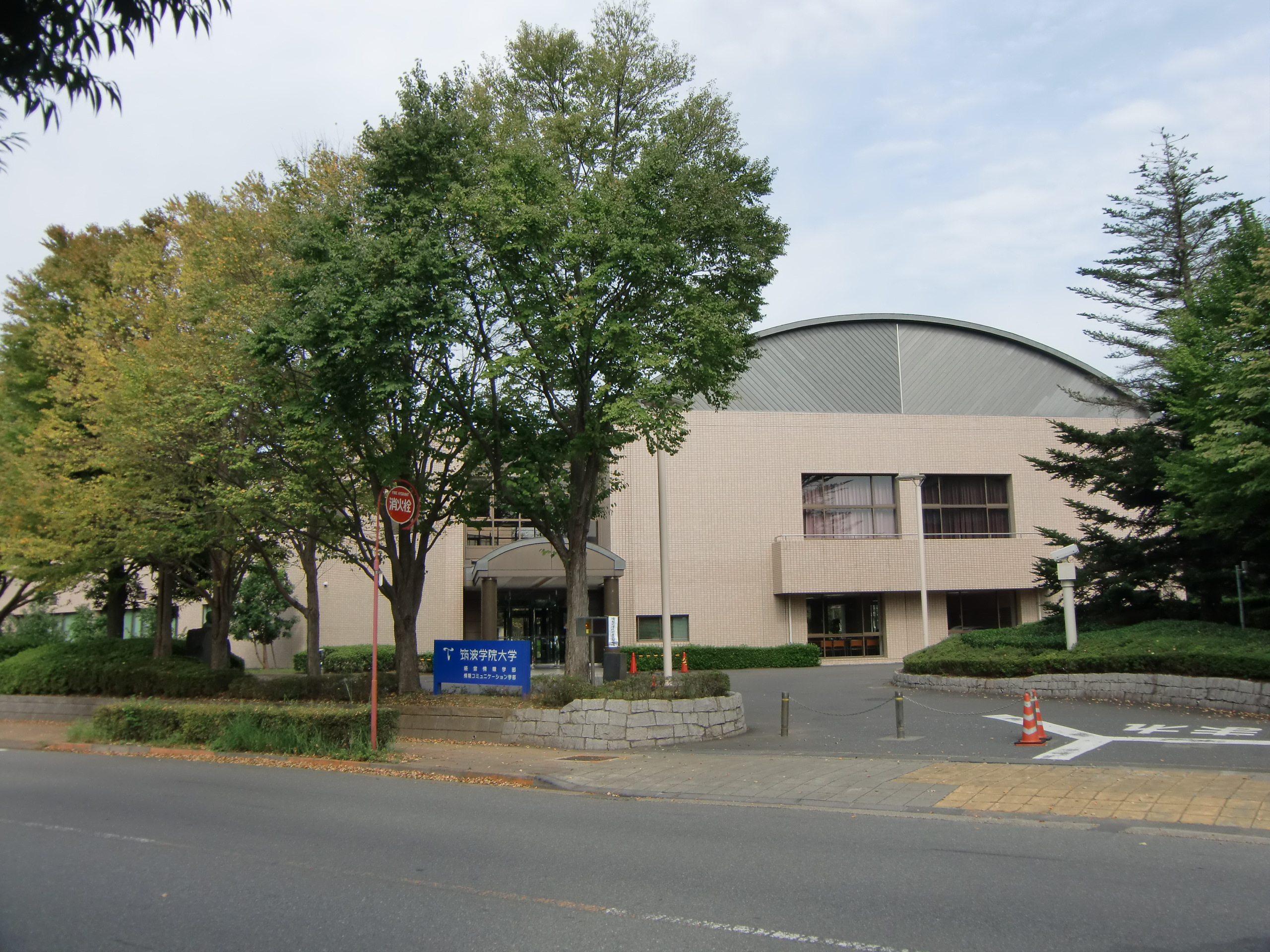
日本国際学園大学

### 国など
内閣府
- 独立行政法人国立公文書館 つくば分館

総務省
- NTT 筑波研究開発センタ

文部科学省
- 研究交流センター（科学技術・学術政策局産業連携・地域支援課研究交流管理官）
- 国立研究開発法人物質・材料研究機構
- 国立研究開発法人防災科学技術研究所
- 国立研究開発法人宇宙航空研究開発機構 筑波宇宙センター
- 国立研究開発法人理化学研究所 筑波事業所
- 国立研究開発法人科学技術振興機構 情報資料館筑波資料センター
- 独立行政法人国立科学博物館 筑波研究資料センター、筑波実験植物園
- 独立行政法人教職員支援機構
- 大学共同利用機関法人高エネルギー加速器研究機構

厚生労働省
- 国立研究開発法人医薬基盤研究所 霊長類医科学研究センター、薬用植物資源研究センター筑波研究部

農林水産省
- 農林水産技術会議 事務局 筑波産学連携支援センター
- 国立研究開発法人農業・食品産業技術総合研究機構
- 国立研究開発法人国際農林水産業研究センター
- 国立研究開発法人森林研究・整備機構 森林総合研究所

経済産業省
- 国立研究開発法人産業技術総合研究所

国土交通省
- 国土技術政策総合研究所
- 国土地理院
- 気象研究所
- 高層気象台
- 気象測器検定試験センター
- 国立研究開発法人土木研究所
- 国立研究開発法人建築研究所

環境省
- 国立研究開発法人国立環境研究所

外務省
- 独立行政法人国際協力機構 筑波国際センター

ギャラリー「国などの科学技術関係機関」
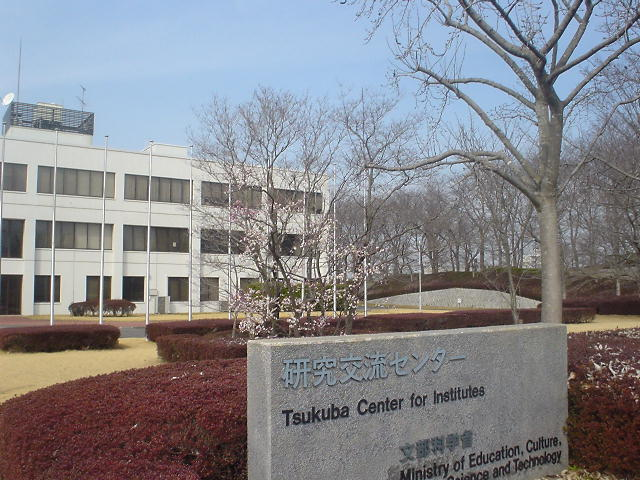
研究交流センター
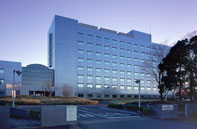
物質・材料研究機構
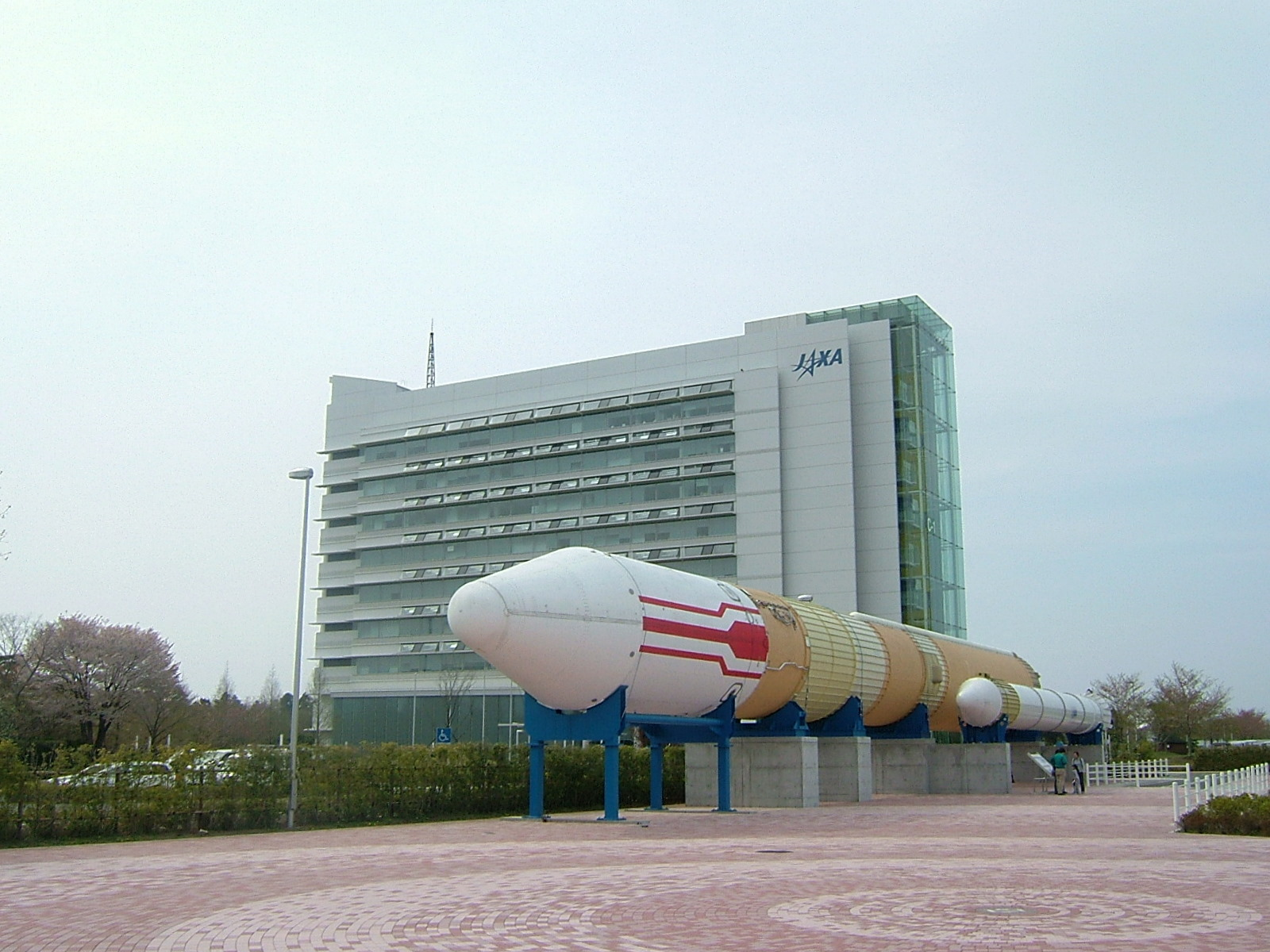
宇宙航空研究開発機構 筑波宇宙センター
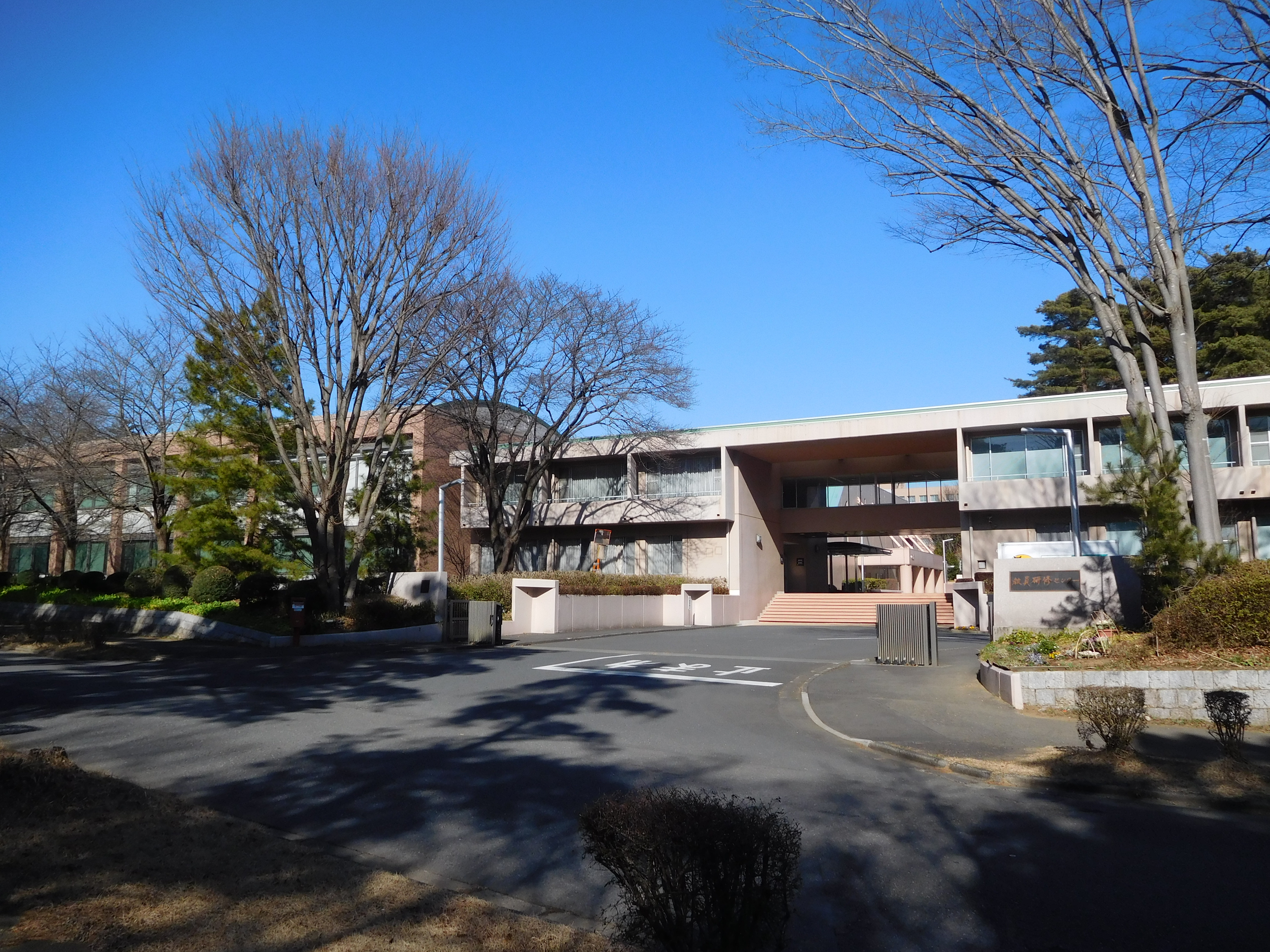
教員研修センター
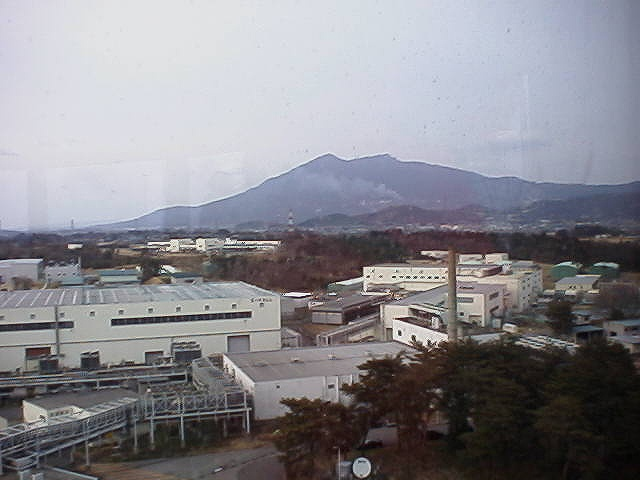
高エネルギー加速器研究機構
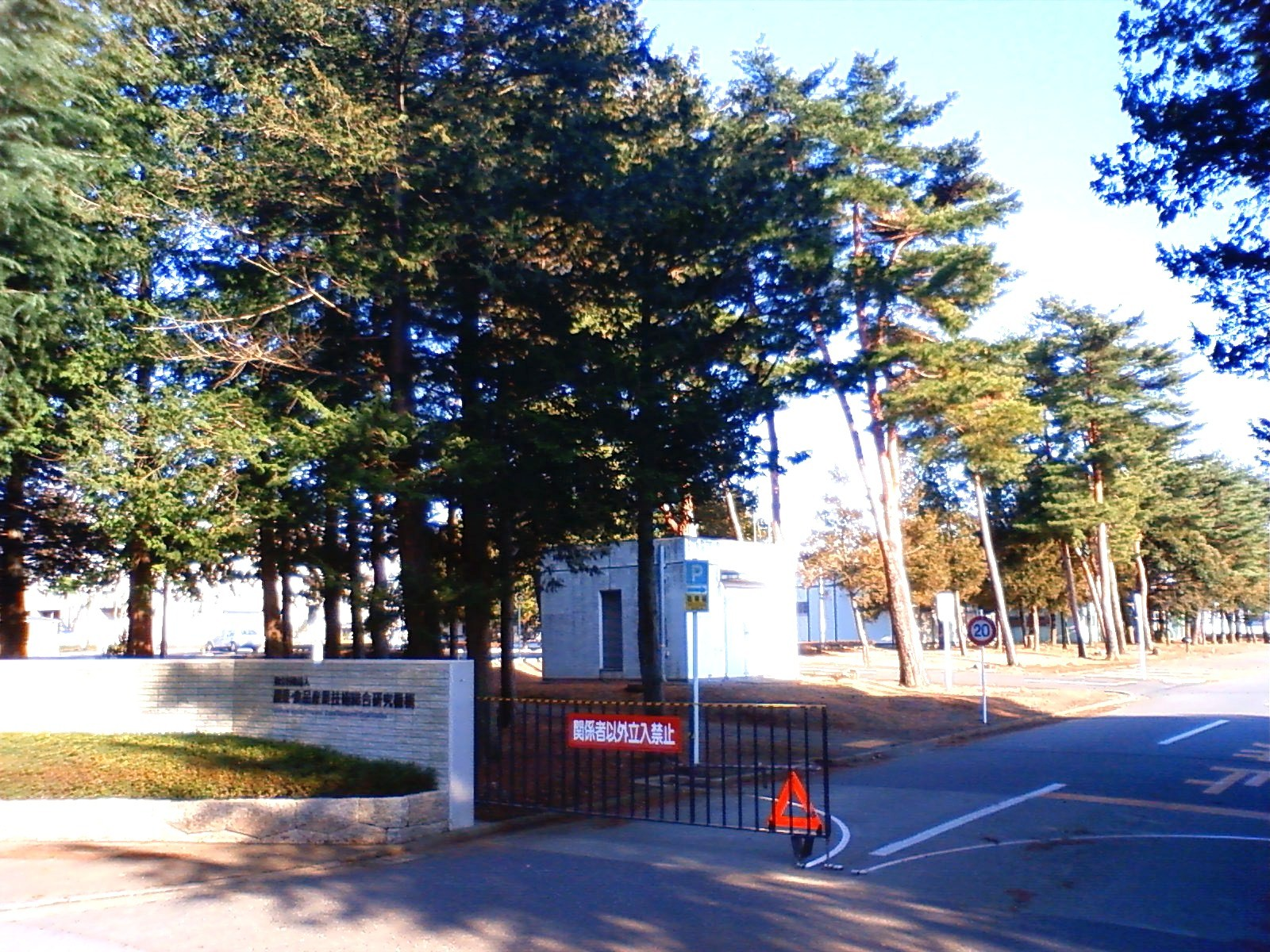
農業・食品産業技術総合研究機構
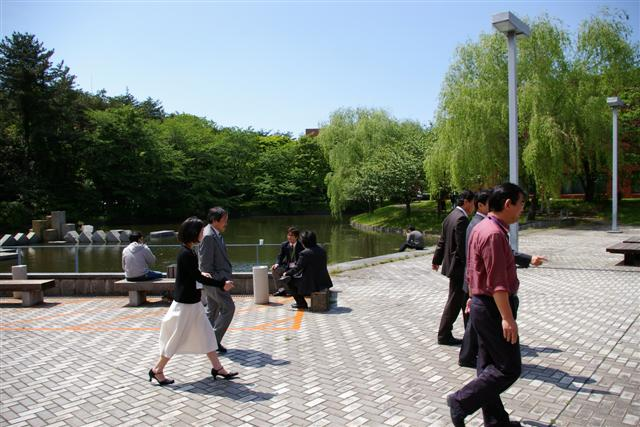
産業技術総合研究所
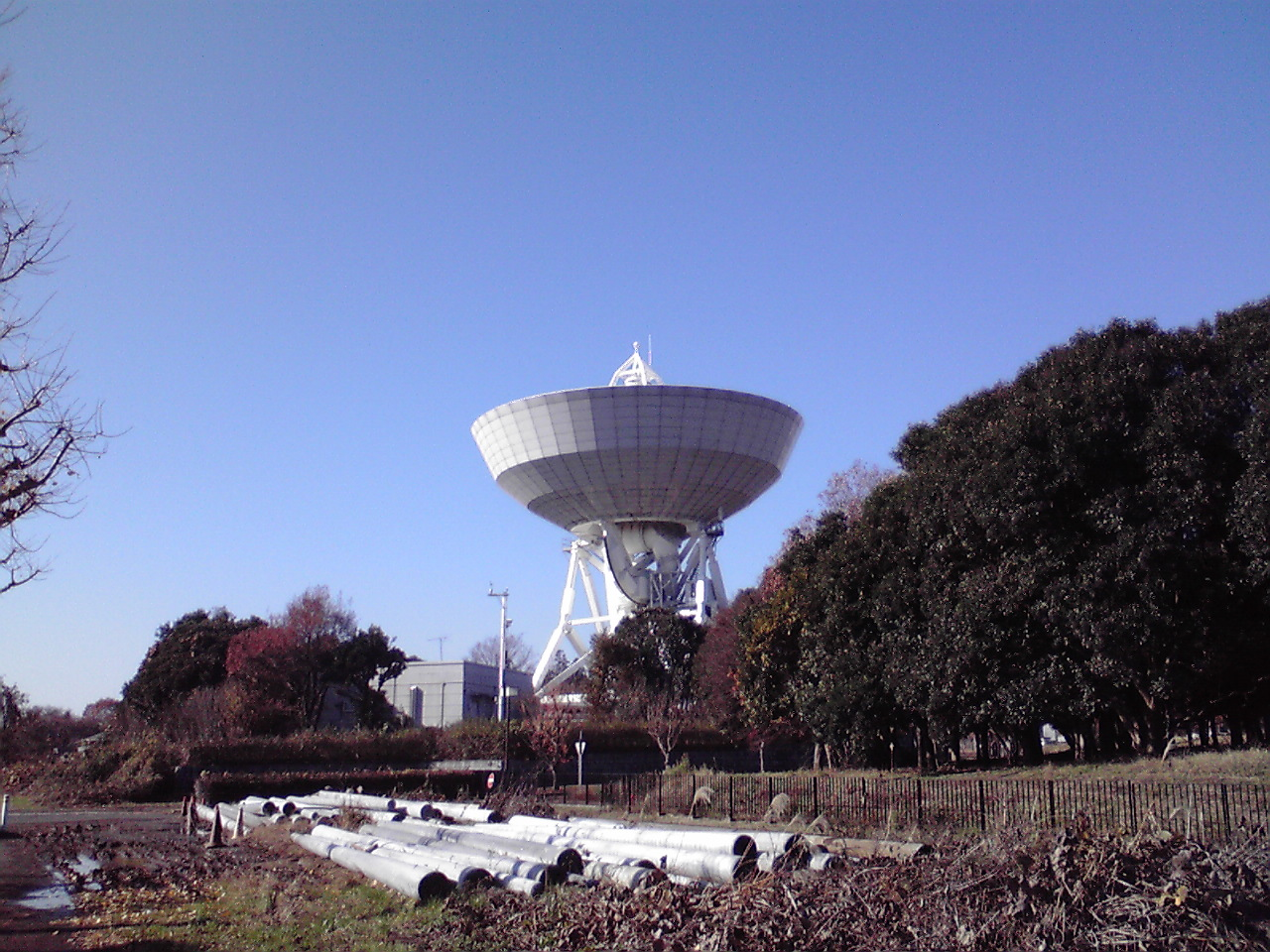
国土地理院
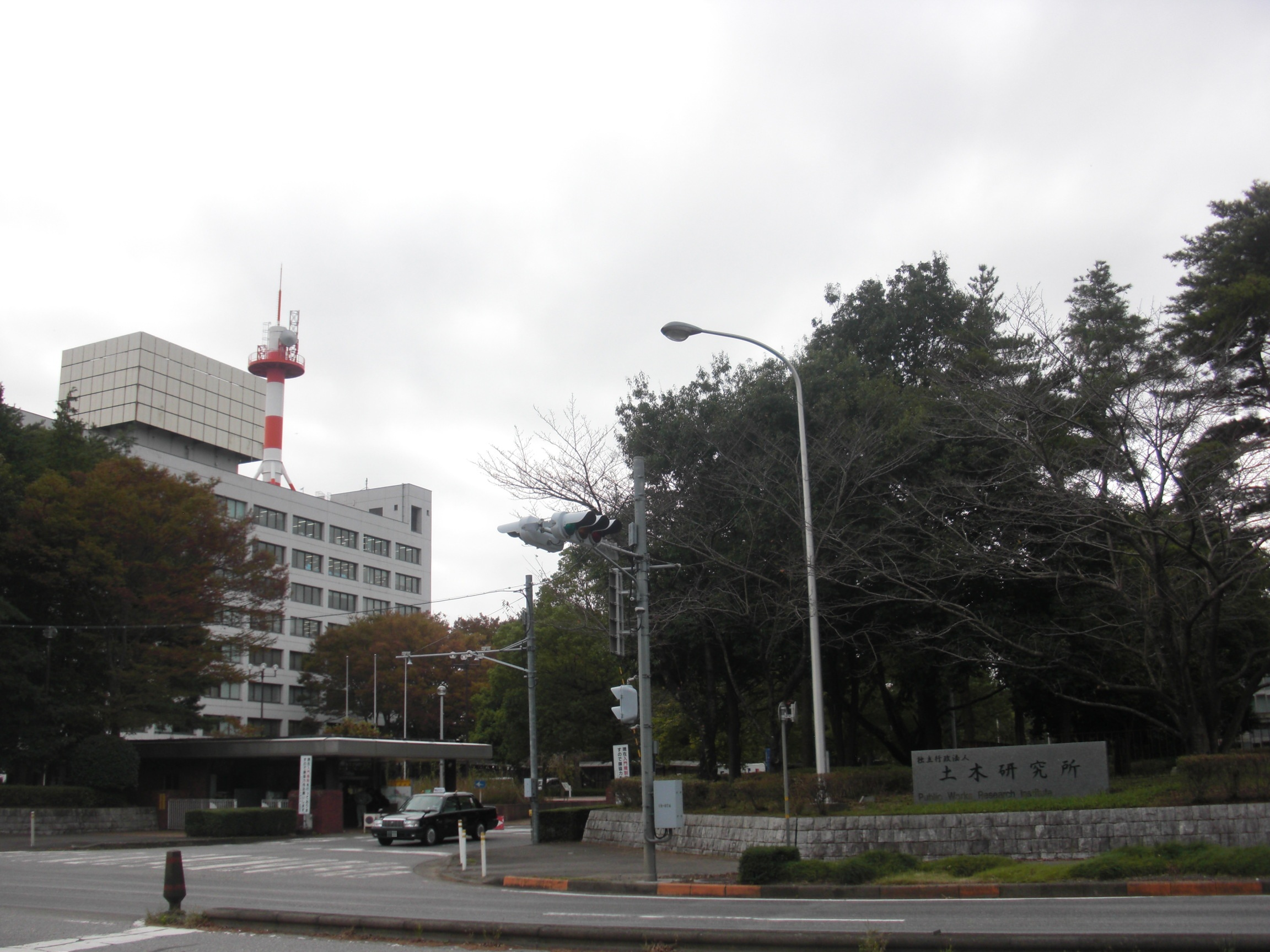
土木研究所
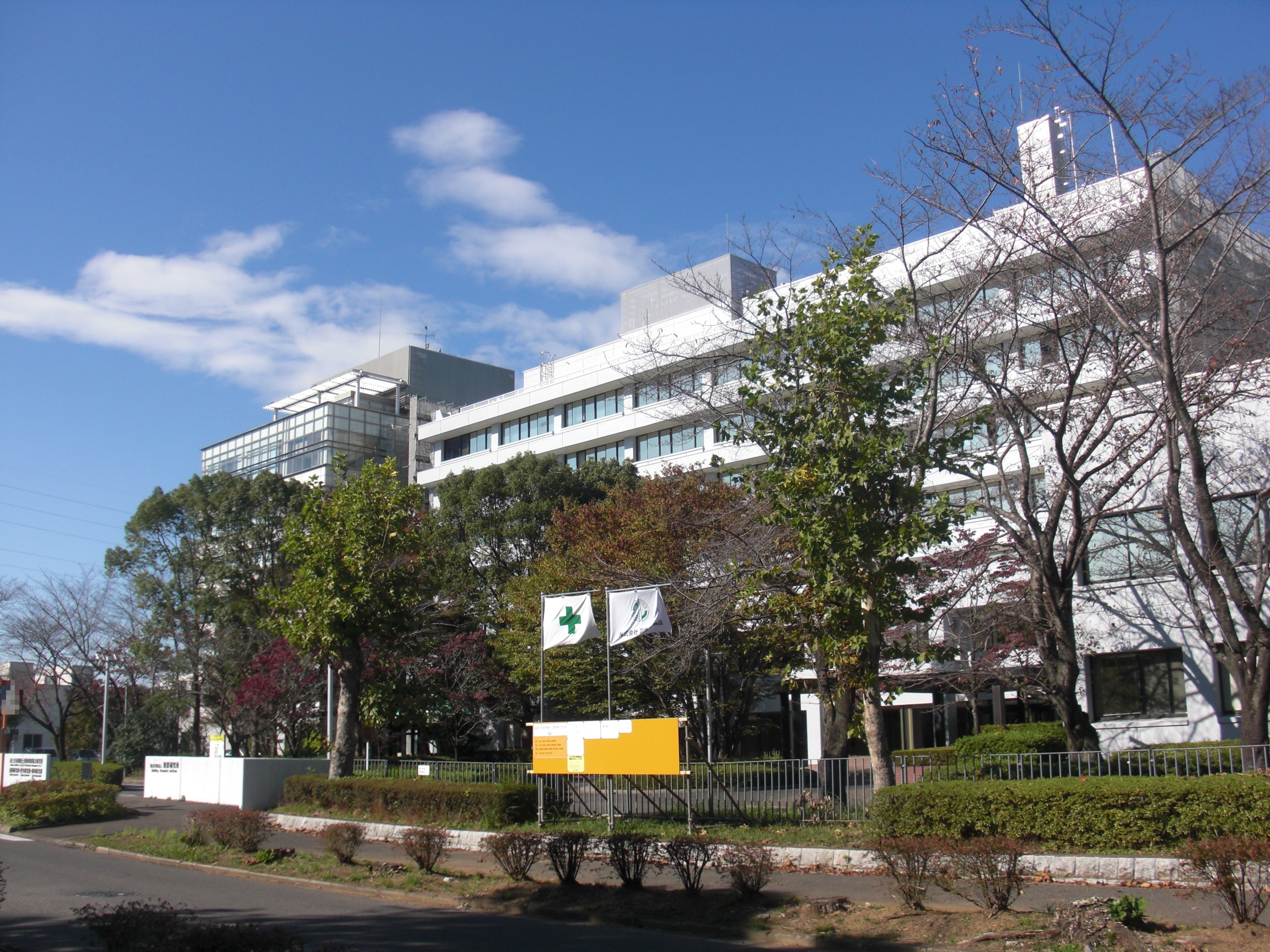
建築研究所
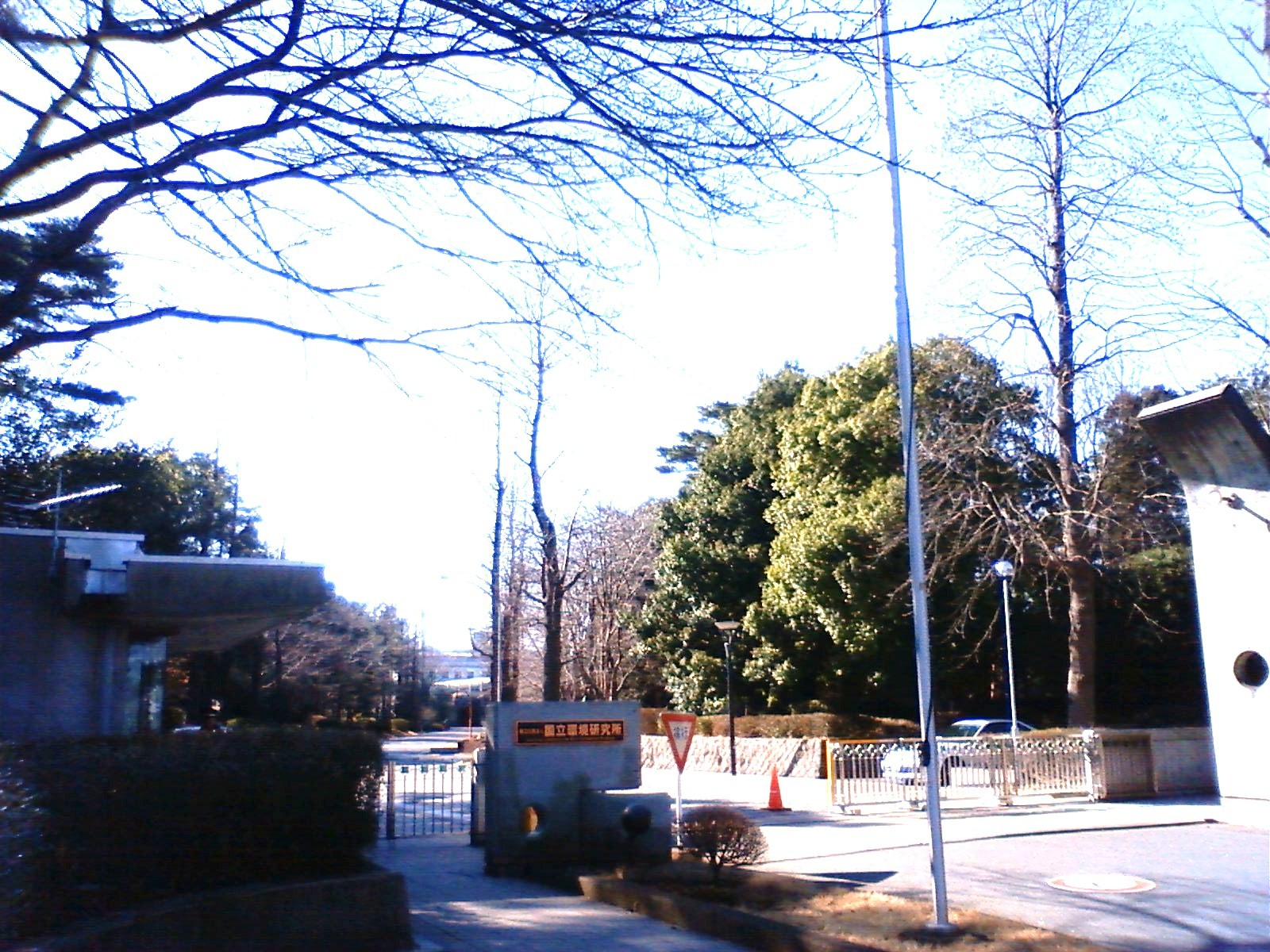
国立環境研究所

### 公益法人
社団法人
- 科学技術国際交流センター 筑波事務所
- 農林水産先端技術産業振興センター 農林水産先端技術研究所
- 予防衛生協会
- 日本測量協会 つくば事務所

財団法人
- 建設技術研究所 筑波試験所
- 建築保全センター 筑波事務所
- 国際科学振興財団
- シップ・アンド・オーシャン財団 筑波研究所
- つくば科学万博記念財団
- 土木研究センター 技術研究所
- 日本自動車研究所
- 日本地図センター つくば事務所
- 日本農業研究所 実験農場
- ベターリビング 筑波建築試験センター

### 民間
化学
- アクアス つくば総合研究所
- 荒川化学工業 筑波研究所
- ウシオライティング つくばテクニカルセンター（ウシオ電機の子会社）
- エス・ディー・エス バイオテック つくば研究所
- キヤノン化成 本社・筑波事業所（キヤノンの子会社）
- クラレ つくば研究所
- 昭和電工マテリアルズ 先端技術研究開発センタ
- 住友化学 筑波研究所(閉鎖予定)
- 積水化学工業 R&Dテクノロジーセンター
- 東亞合成 先端科学研究所
- 東洋インキSCホールディングス マテリアルサイエンスラボ(閉鎖予定)
- トクヤマ つくば研究所
- 日油 筑波研究所
- 保土谷化学工業 筑波研究所
- 三菱ケミカル 筑波事業所
- JSR 筑波研究所

製薬
- アステラス製薬 つくば研究センター、つくばバイオ研究センター
- エーザイ 筑波研究所
- 小野薬品工業 筑波研究所
- 共立製薬 先端技術開発センター
- キリンホールディングス キリン中央研究所(閉鎖予定)
- 興和 興和先端科学研究所
- 日本ジェネリック つくば研究所
- 日本新薬 東部創薬研究所
- 大鵬薬品工業 つくば研究所
- バスクリン つくば研究所
- 久光製薬 筑波研究所(閉鎖予定)

建設
- アイ・エヌ・エー筑波研究所
- 青木あすなろ建設 研究所
- 安藤ハザマ 技術研究所
- 応用地質 技術本部
- 奥村組 技術研究所
- 熊谷組 技術研究所
- 建設技術研究所 研究センターつくば
- 鴻池組 技術研究所
- 佐藤工業 技術センターSOU
- ショーボンド建設 補修工学研究所
- 新菱冷熱工業 中央研究所
- 長大 総合研究所
- 東京ニュークリア・サービス つくば開発センター
- 戸田建設 技術研究所
- 日特建設 技術本部筑波研究所
- 日本工営 中央研究所
- 日本国土開発 つくば未来センター

情報技術
- ソフトイーサ

食品
- 日清製粉 つくば穀物科学研究所
- 日本農産工業 研究開発センター
- 日本ハム 中央研究所
- マルハニチロ 中央研究所

その他
- 共和技術 つくば学園研究所
- 江東微生物研究所 微研中央研究所つくば
- 城南電子研究所
- 住友林業 筑波研究所
- ツクバ技研
- 東京理化器械 プロテオミクス研究所
- 日本紙パルプ研究所（王子製紙、日本製紙の子会社）
- 全国農業協同組合連合会 飼料畜産中央研究所
- 古河機械金属 素材総合研究所、半導体装置事業室
- ミツトヨ つくば研究所
- ヤマザキマザック 東京筑波テクノロジーセンタ
- 理想科学工業 理想開発センター
- ロレアル 筑波センター
- つくば研究コンソーシアム
  - アルバック 筑波超材料研究所
  - ジャパン・エア・ガシズ 筑波テクノロジーセンター
  - スタンレー電気 筑波研究所
  - 浜松ホトニクス 筑波研究所
  - ハリマ化成 筑波研究所
  - 安川電機 開発研究所
- つくば研究支援センター

## 過去に立地していた研究機関
- 日本建設機械化協会 建設機械化研究所筑波支所
- 神戸製鋼所 筑波研究所
- オムロン 筑波研究所(2003年閉鎖)
- 三洋電機 研究開発本部筑波研究所
- NOK 筑波技術研究所(2005年閉鎖)
- 三菱ガス化学 総合研究所(2005年閉鎖)
- アイ・シー・アイ・ジャパン 技術研究所
- ダイセル化学工業 筑波研究所 - 2006年9月末閉鎖[18]
- トーキン 筑波研究所
- ほくさん 中央研究所つくば分室
- 東ソー 筑波研究所
- 日本触媒 研究所（筑波地区）(2017年3月末閉鎖)
- 島津製作所 ライフサイエンス研究所
- 物産ナノテク研究所（三井物産の子会社）
- ホソカワミクロン つくば粉体技術開発センター
- グラクソ・スミスクライン 筑波研究所(2007年閉鎖)
- ノバルティスファーマ 筑波研究所(2008年末閉鎖)
- 万有製薬 つくば研究所(2009年12月末閉鎖)
- 昭和産業 総合研究所
- 武田薬品工業 筑波リサーチセンター(2011年10月閉鎖)
- 日本板硝子 筑波事業所(2012年3月閉鎖)
- テキサス・インスツルメンツ 筑波テクノロジー・センター(2009年6月末閉鎖)
- 東京エレクトロン テクノロジーセンターつくば(2014年3月末閉鎖)
- インテル 筑波本社(2017年1月閉鎖)
- 独立行政法人情報通信研究機構 つくばリサーチセンター
- NEC 筑波研究所(2020年3月末閉鎖)
- 三菱製紙 つくばR&Dセンター(2021年9月末閉鎖)

## 架空の研究機関
- 新世紀エヴァンゲリオン 戦略自衛隊技術研究所技術研究本部
- FNS地球特捜隊ダイバスター ダイバスター秘密研究所
- ゴジラvsメカゴジラ 国連G対策センター

## つくばWAN
つくばWANは、財団法人国際科学振興財団が運営している筑波研究学園都市の研究機関を結ぶネットワーク。大学や研究機関のスーパーコンピュータ等を10Gbpsの高速ネットワークで結び、計算機資源の相互利用による有効活用や高速ネットワークに関する共同研究を行うほか、大規模データベースの構築による知的資源の一体化などを目的としている。
外部接続としては、インターネット、SINET（学術情報ネットワーク）、JGN（研究開発テストベッドネットワーク）に接続している。

## 今後の発展

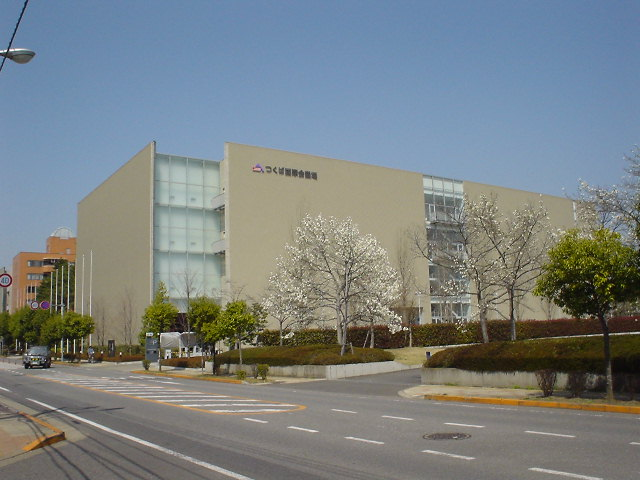
つくば国際会議場

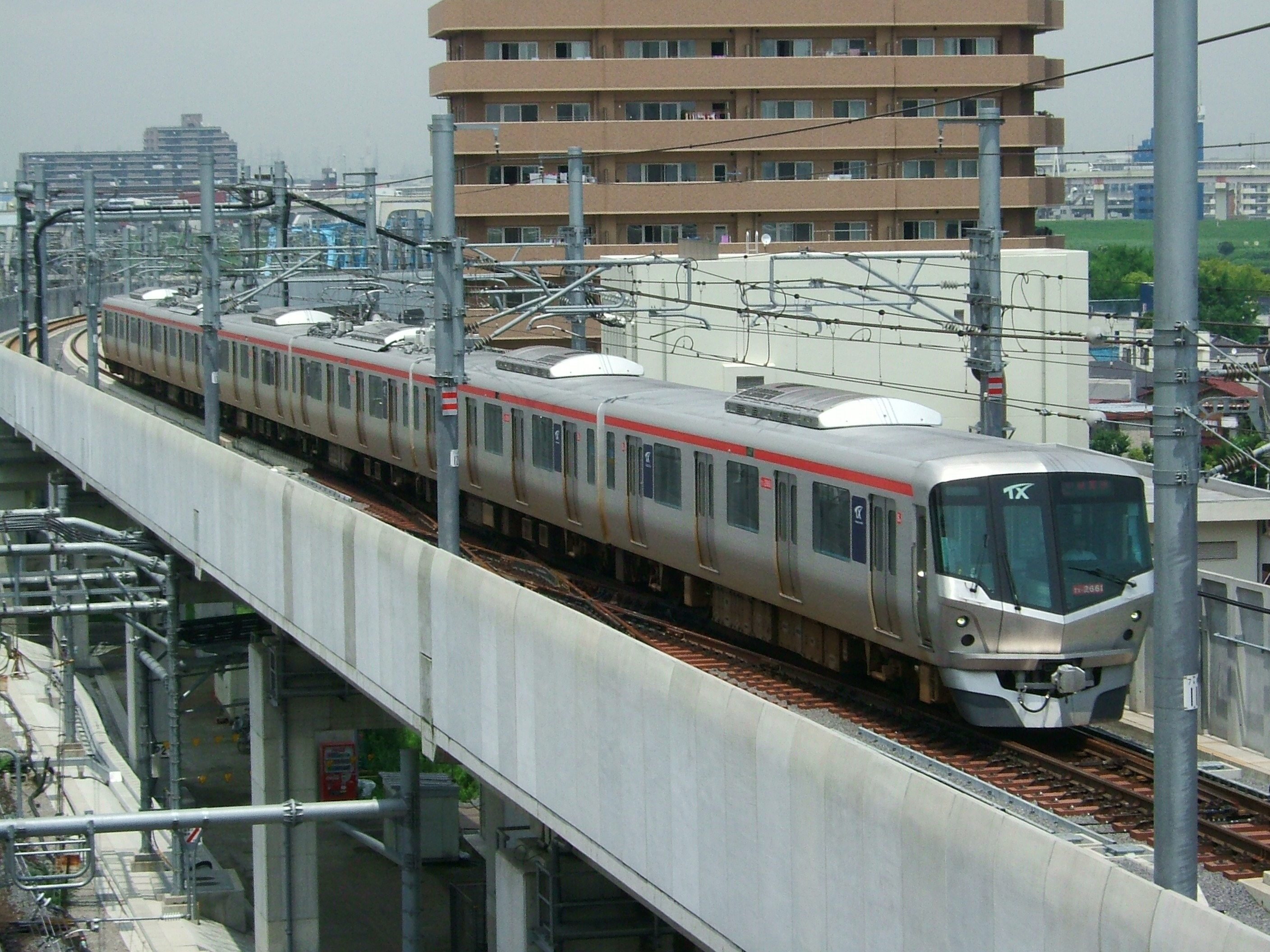
つくばエクスプレス

建設から30年余りを経て顕在化した課題に対処し、今後の方向性を明確にするため、1998年（平成10年）4月に本都市の総合的な計画書である「研究学園地区建設計画」と「周辺開発地区整備計画」が全面改訂された。要点は以下の通りである。
科学技術中枢拠点都市
多くの研究機関が集積する本都市において、その集積効果が十分に発揮されているとはいえない状況である。そのため「つくばWAN」に代表されるような公的研究機関同士や産官学の連携、「つくば研究支援センター」などが推進している最先端の研究成果を社会に還元するためのベンチャー企業の創設･支援、「つくばサイエンスツアー」のような科学技術に対する理解を深める取り組みなどを行っている。また国際的な研究拠点として外国人宿舎の整備やインターナショナルスクールの誘致による外国人研究者の受け入れ強化、つくば国際会議場などのような国際コンペション開催能力の強化も進めている。
広域自立都市圏中核都市
2005年（平成17年）に開通したつくばエクスプレスにより東京都心との交通アクセスが向上した事に関連し、都心地区（センター地区）周辺の道路や駐車場などの再整備を進めている。また圏央道の整備により成田空港までの所要時間が約30分に短縮され、国際交流拠点としての利便性向上が図れる。
エコ・ライフ・モデル都市
本都市の建設にあたって、豊かな自然環境の中に科学技術と生活が調和した田園都市を理想に掲げた。今後この理念をさらに推進し循環型社会の形成や緑豊かな住環境を育むと共に国際色に豊み、かつ地域の伝統文化を生かした都市づくりを進めている。